# Leucagrotis
Leucagrotis là một chi bướm đêm thuộc họ Noctuidae.